# Eros (gud)
 For alternative betydninger, se Eros. (Se også artikler, som begynder med Eros)
Eros er en antik græsk guddom. Eros betyder længsel, oftest forstået erotisk.

## Theogonierne
Hos Homer bruges eros kun som i betydningen "appetit" og trang til mad, drikke og kvinder. Men i Hesiods Theogonien er Eros den tredje tilgrundliggende faktor i tilværelsen, skabt og omtalt sammen med Chaos (Gabet) og Gaia (Jorden). Eros er den universelle avlelyst, der sætter de første basale og primitive guder i gang med at skabe verden.

## Afrodites søn
I senere tid så man også Eros som kærlighedens gud, søn af Afrodite, elskovens gudinde og havde som far enten Hermes, Hefaistos eller Ares (og flere andre). Man så ham som en vinget yngling med musikinstrumenter eller med bue og pil. Som bueskytte blev han et yndet motiv både i den græske og den romerske digtning og langt op i nyere tid. Han var tæt knyttet til kulten for Afrodite, og de dyrkedes ofte på samme sted.
Eros er et vidt begreb, der stammer fra oldtidens Grækenland, og der var allerede dengang forskellige opfattelser af hans vigtighed. Selve ordet "eros" betyder længsel. En længsel som opstår i lidenskaben mellem hhv. mand+mand, eller mand+kvinde. Yderligere omtales eros som driv- og avlekraft, hvis eksistens bruges til at forklare tilstedeværelsen af yderligere elementer, idet nogle f.eks. ser Eros som grunden til at Gaia og Uranus og ligeledes Nyx og Erebos fandt sammen. Grundet disse opfattelser af Eros tilkommer seksuelle symboler ham ofte, og som person eller gudeskikkelse afbildes han ofte som en dreng eller mand med vinger, samt bue og pil til at skyde forelskelse ind i folk. Måden hvorpå længslen skal forstås er dog omdiskuteret, og det samme er Eros’ oprindelse, som også har betydning for forståelsen af hans funktion og omdømme, som netop er til diskussion blandt filosofferne i Platons Symposion.

## Eros som oprindelig græsk gud
Eros’ skikkelse som græsk gudefigur har været diskuteret, fordi han har haft forskellige roller i den græske kultur – han har dog altid været en kærlighedsgud. Hans oprindelse har også været diskuteret. Nogle mener, at han er en af de ældste og største guder, mens andre mener, at han er søn af Afrodite, og dermed en af de unge guder. Man mener derfor, at Afrodite ofte sendte Eros i forvejen inden hun som kærlighedsgudinde skulle ud på sin færd – Eros skulle altså først ud og "skyde" folk med sine pile inden Afrodite kom. I Symposion (der gennemgås længere nede) beskrives han også som den ældste gud, fordi han ingen forældre har. Og ud over, at man både mener han har forældre og ikke har forældre, så beskrives han også som en figur, der faktisk er to – så han repræsenterer både den himmelske og den almindelige kærlighed.

## Symposion
Symposion er en dialog skrevet af Platon i tiden efter 385 f.Kr.

## Filosoffernes syn på Eros
I løbet af talerne i Symposion kommer der mange forskellige syn på Eros frem. De har sat sig for at prise Eros, fordi Eros er smuk og god og fortjener at blive prist, og fordi han ofte bliver glemt i de sammenhænge, hvor man priser guderne til gilder. De er dog uenige på mange væsentlige punkter, blandt andet i spørgsmålet om hans oprindelse og alder.

## Faidros
Faidros er første taler og behandler både oprindelsen og værdierne af eros. Dels argumenterer han for at Eros er den ældste gud, idet han ingen forældre har. Desuden forstår han Eros som inspiration til en smuk og ædel livsførelse, idet han fremhæver forelskelsen som et resultat af Eros pile. Den smukke livsførelse består i den måde forelskede opfører sig på, og at de er villige til at gå i døden for hinanden.

## Pausanias
Pausanias mener, at Eros er navnet på to guder og forklarer, at der er forskellige aspekter af de to, som et resultat af deres forskellige oprindelse. Modsat Faidros mener han, at Eros har forældre, og fremhæver moderen som kærlighedsgudinden Afrodite, som der ligeledes er to af, hhv. den himmelske ved navn Afrodite Urania, idet hun er barn af Uranus, og den almindelige ved navn Afrodite Pandemos, som er barn af Zeus og Dione. I kraft af dette argumenterer han for, at der nødvendigvis også må være en Eros Urania og en Eros Pandemos. Eros Urania bliver derfor et symbol på den himmelske kærlighed, som opstår mellem mænd, er bestandig og afspejles af rette intentioner og interesse for sjælen frem for kroppen. I modsætning hertil repræsenterer den jordiske Eros Pandemos den almindelige, mere uædle kærlighed, som opstår ved den seksuelle kropslige tiltrækning mellem mænd og kvinder og er ubestandig.

## Aristofanes
Komediedigteren og filosoffen Aristofanes har en teori om, at mennesker engang sad sammen to og to. Det sammensatte menneske havde en rund krop, fire arme og ben samt to sæt kønsdele. Mennesket havde kun ét hoved, men to ansigter. Det sammensatte menneske fandtes i tre forskellige køn: hunkøn (sammensat af to kvinder), hankøn (sammensat af to mænd) samt kvinde-mands køn (sammensat af en kvinde og en mand). Efterhånden begyndte disse mennesker at lide af hybris, og de angreb guderne. Guderne mente, at den bedste måde, de kunne straffe menneskerne på, var at dele dem i to. På denne måde blev de svagere, men stadig til stor nytte. Mennesket har lige siden da søgt efter dets anden halvdel for at blive fuldendt. Denne higen efter en modpart kaldes Eros. Det er Eros, der hjælper med at finde tilbage til den oprindelige halvdel, hvad enten det er kvinde-kvinde, mand-mand eller kvinde-mand.

## Agathon
Tragediedigteren Agathon mener, at Eros er en af de yngre guder, og at han besidder en række forskellige positive egenskaber: For det første er Eros den yngste gud, da han holder til blandt unge. Ligeledes mener Agathon, at problemerne mellem guderne i gamle dage ikke ville være sket, hvis Eros havde eksisteret. Som det næste er Eros sart, da han bevæger sig, hvor der er sartest – i de blødeste af guders og menneskers tanker og sjæle. Ligeledes er Eros af bygning smidig og elastisk. Dette er han nødt til for at kunne smyge sig uset ind og ud mellem folks sjæle. Agathon mener også, at Eros er retfærdig, idet han ikke yder vold og ikke tager imod undertrykkelse. Derudover besidder Eros stor selvbeherskelse eller besindighed, da selvbeherskelse viser sig ved, at man kan styre sine lyster og begær. Ingen lyst er større end Eros, og derfor må enhver mindre lyst være under Eros’ kontrol. Eros er ifølge Agathon den modigste af alle, da han engang har fanget Ares, som ellers regnes for at være den stærkeste og modigste gud. Hermed har han fået kontrol over den modigste, og må derfor selv være modigere. Til sidst mener Agathon, at Eros er vis. For at lære andre noget er man nødt til selv at kunne det, og Eros er den dygtigste digter af dem alle. Han har også haft en finger med i spillet, da de andre guder udviklede deres hverv. De er nemlig blevet drevet frem af lyst og kærlighed til det skønne – og dermed af Eros.
Agathon har med sin beskrivelse af Eros tegnet et billede af samtidens menneskeideal, smuk i det ydre og smuk i det indre.

## Sokrates
Sokrates’ tale er ikke hans egen. Han gengiver en kvindes opfattelse. Hun hedder Diotima, og det er hendes syn på Eros, vi hører om i denne tale. Ifølge Diotima er Eros hverken gud eller menneske, men derimod en daimon – en slags halvgud. Eros er undfanget ved Afrodites dåbsfest. Hans far var Poros (betyder rigdom), hans farmor Metis (betyder klogskab), og hans mor var Penia (betyder fattigdom). Disse tre vidt forskellige egenskaber har skabt Eros. Fra sin far fik han lysten til det gode, lysten til visdom, samt at komme til kræfter og udødelighed. Fra sin mor fik han savn, rådvildhed, trang, nød og dødelighed. Alt dette gør ham til en halvgud, der søger efter det skønne selv. Eros er stræben efter lykke – forelskelse i et andet menneske. Diotima siger, at man søger det, man ikke har. Eros er en halvgud, der søger det skønne og det udødelige. Der er forskellige måder at opnå denne udødelighed og denne skønhed på. Diotima mener, at der er tre trin til at opnå udødelighed. Fælles for dem alle er, at der er en overordnet higen efter Eros i form af skønhed og godhed. 1) Det legemlige: En mand og en kvinde stræber efter lykken og får børn. Man er blevet ”udødelig” ved at leve videre i slægten. 2) Det sjælelige: Mand og mand finder inspiration i den udkårne og skaber ”børn” i betydningen kunst o.l. Her bliver man "udødelig" ved, at kunsten lever videre. 3) Det højeste trin: Det tredje og sidste trin til opnåelse af udødelighed er mere kompliceret, fordi det består af flere mindre trin, som er afhængige af hinanden. a. En ung søger skønt legeme – bliver forelsket, og bringer dermed sine tanker ud i verden b. Den unge opdager, at skønheden i ét legeme er broder til skønheden i alle andre c. Den unge indser, at sjælens skønhed er mere værd end legemets. d. Den unge ser skønheden i menneskers handlinger og i lovene, som er nært beslægtet indbyrdes e. Den unge ser skønheden i viden og indsigt f. Til sidst står den unge ansigt til ansigt med selve skønheden (skønhedens hav) og indser, at alt er lige skønt.
Diotimas konklusion er, at Eros hjælper os op til det guddommelige. Eros ikke en gud, men en halvgud, der længes efter det guddommelige. Han er både dødelig og udødelig, og længes derfor efter den fulde udødelighed, som kan opnås gennem de tre ovennævnte trin.

## Alkibiades
Alkibiades var athensk general og omgangsven af Sokrates. Alkibiades taler om det skønne og det smukke og om, at man søger det, man mangler. Da Eros søger det skønne og smukke, kan han selv hverken være skøn eller smuk af udseende. Dette påpeger Sokrates også i sin tale. Alkibiades beskriver direkte Sokrates gennem sin tale om Eros. Han beskriver Eros i praksis, hvor Sokrates inden har beskrevet ham i teori. Eros er grim, da han søger det skønne, og Sokrates er selv en grim mand. Han sammenligner Sokrates med fabeldyr og priser hans fløjtespil, som han siger er bedre end Marsyas’, der er blevet undervist af Olympos. Alkibiades siger også, at Eros er en visdomselsker, der hele tiden higer efter mere viden og filosoferer over utallige ting – altså en filosof ligesom Sokrates.

## Afbildning af Eros
Eros bliver typisk illustreret på to måder. Den ene er som en lille dreng, gerne med en bue og pil. Den anden er som en voksen mand eller gud, som eventuelt har vinger. I græsk kunst bliver Eros illustreret mere som en fuldvoksen gud end Afrodites barn.
Synet på ham som en lille dreng stammer fra den romerske tolkning, hvor han har fået navnet Cupido – på dansk Amor. Cupido kendes som kærlighedsguden, der ved at ramme en person med sin pil får vedkommende til at forelske sig. H.C. Andersen har skrevet eventyret Den uartige dreng netop om Amor og hans pile.

## Amoriner og eroter
Amorin, af italiensk amorino, diminutiv til amore (= kærlighed), er ligesom en cupido  en lille bevinget kærlighedsgud. En erot er det samme som en amorin, men er opstået i kunsten uden tilknytning til religion.